# 17 mai 1976
Le lundi 17 mai 1976 est le 138e jour de l'année 1976.

## Naissances
- Abla Hali, handballeuse algérienne
- Arsen Melikian, sportif arménien
- Benjamin Delmas, danseur sur glace français
- Daniel Kipngetich Komen, athlète kényan
- José Guillén, joueur de baseball dominicain
- Kandi Burruss, actrice américaine
- Kirsten Vlieghuis, nageuse hollandaise
- Magdalena Sędziak, pentathlonienne polonaise
- Mayte Martínez, athlète espagnole, pratiquant le 800 m
- Rochelle Aytes, actrice américaine
- Stanko Svitlica, joueur de football serbe
- Vladimir Radović, volleyeur serbe
- Wang Leehom, acteur américain

## Décès
- Hermann Warm (né le 5 mai 1889), directeur artistique et chef décorateur au cinéma
- Lars Gullin (né le 4 mai 1928), compositeur, saxophoniste de jazz
- Marcel Cordier (né en 1896), personnalité politique française
- Nobuo Aoyagi (né le 27 mars 1903), réalisateur et producteur de cinéma japonais

## Événements
- Sortie de l'album Rising du groupe Rainbow
- Création du téléphérique Roosevelt Island Tramway à New York